# Фактор, Любомир
Любомир Фактор (словац. Ľubomír Faktor; 18 марта 1967, Чадца) — словацкий футболист, выступавший на позиции полузащитника, и футбольный тренер. Играл за национальную сборную Словакии. Выступая за «Слован» и «Кошице», пять раз подряд выигрывал национальный чемпионат.

## Биография
Играть в футбол начал в школьной команде родного села Стара-Бистрица. Первой его профессиональной командой стала «Жилина». По достижении призывного возраста играл в армейской команде «Табор». По окончании службы стал играть в пражской «Славии».
С 1991 года выступал за «Дуклу» из Банска-Бистрицы, в своём первом сезоне забил 12 голов, но это не помогло команде удержаться в высшем дивизионе. Сезон 1992/93 футболист со своим клубом провёл в первом дивизионе Чехословакии, а с 1993 года выступал в лиге уже независимой Словакии. В 1994 году им заинтересовался самый титулованный клуб Словакии «Слован» из Братиславы. В его составе Любомир выиграл три национальных чемпионата подряд. Но в конце 1996 года у футболиста произошёл конфликт с руководством клуба, и он перешёл в состав «Кошице». Где ещё два раза стал победителем Первой лиги.
После окончания профессиональной карьеры принимает участие в благотворительных матчах в составе команды «Легенды Кисуц». Среди его товарищей по команде известный хоккеист Роберт Петровицки.

## Карьера в сборной
Выступал за сборную Словакии, сыграл 5 матчей. Дебютировал 2 февраля 1994 года в первом матче словацкой команды после распада Чехословакии — со сборной ОАЭ. Свой единственный гол в составе сборной забил в ворота сборной Марокко.

## Тренерская карьера
В марте 2015 Любомир Фактор стал главным тренером клуба Первой лиги Дукла из Банска-Бистрицы. До этого момента Любомир работал тренером молодёжного состава клуба. Под его руководством клуб занял седьмое место в Западной группе Второй лиги. Осенью 2016 года Дукла проиграла пять матчей подряд, и Любомир Фактор был вынужден подать в отставку. Его заменил бывший игрок клуба Душан Тот. Фактор вернулся к работе с молодёжным составом.

## Достижения
- Чемпион Словакии (5): 1993/94, 1994/95, 1995/96, 1996/97, 1997/98
- Обладатель Кубка Словакии (1): 1993/94
- Обладатель Суперкубка Словакии (3): 1993/94, 1995/96, 1996/97